# Argyractis rinconadalis
Argyractis rinconadalis là một loài bướm đêm trong họ Crambidae.